# オランダ王位継承順位

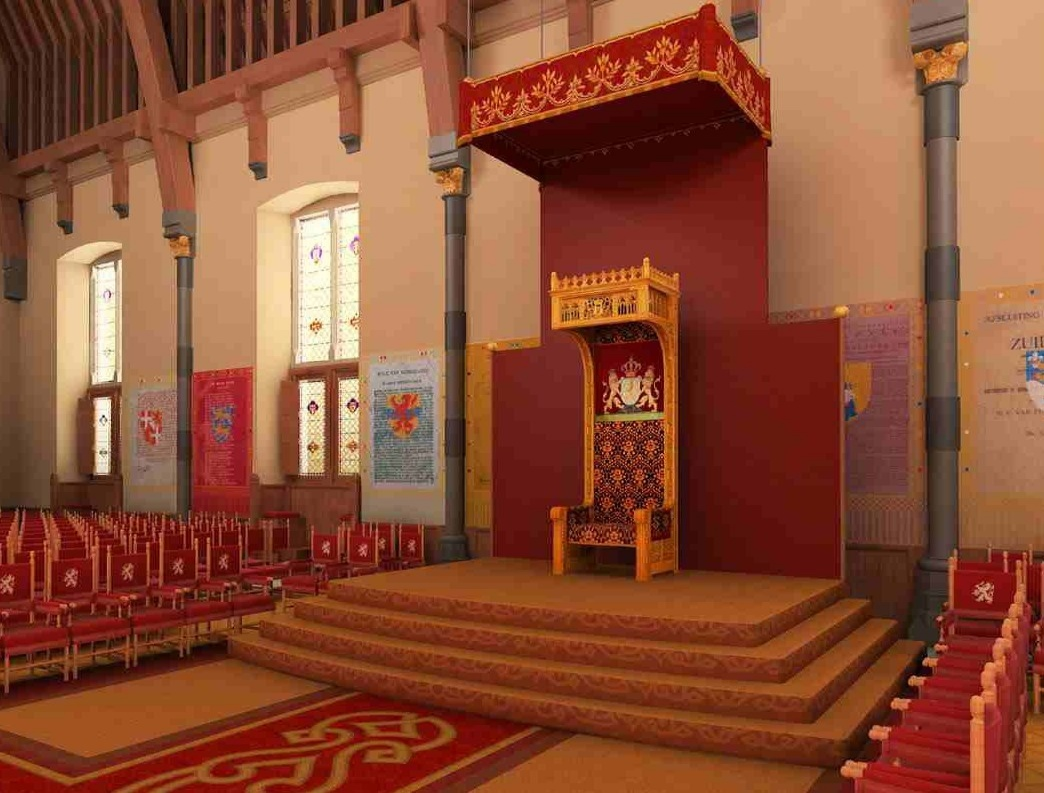
オランダ国王が 王子の日に国王演説を行う、リッダーザール（王の間）の玉座。

オランダ王位継承順位はオランダ王位の王位継承順位である。
1983年より、オランダにおける王位継承は絶対長子相続によって行われている。1814年から1887年までの間は、男性の近親者がいない場合に限り、その最も近親の女性が継承するものとしていた。1887年には男子優先長子相続が導入されたが、1983年に現在の制度に代わった。

## 王位継承順位
オランダ王位継承権は、在位中の国王の3親等以内の血族に限られている。そのため、2025年2月4日現在、王位継承権を保有するのは下記系図において王位継承順位の番号（1～8）が付された人物のみである。マルフリート王女の子孫は、マルフリート王女が王位を継承した場合のみ王位継承権が与えられる。

なお、結婚に際し議会の承認を得ていない場合、王位継承権は認められない。これにより王位継承権を喪失した人物（後述）は下記系図には含まれていない。
- ユリアナ女王 (1909–2004)
  -  ベアトリクス女王 (1938-、2013年退位)
    -  ウィレム＝アレクサンダー国王 (1967-)
      - (1) カタリナ＝アマリア王女 (2003-)
      - (2) アレクシア王女 (2005-)
      - (3) アリアーネ王女 (2007-)

    - (4) コンスタンティン王子 (1969-)
      - (5) エロイーズ令嬢 (2002-)
      - (6) クラウス・カシミール公 (2004-)
      - (7) レオノール令嬢 (2006-)

  - (8) マルフリート王女 (1943-)
    - マウリッツ王子 (1968-)
      - アナスタシア (2001-)
      - ルーカス (2002-)
      -  フェリシア (2005-)

    -  ベルナルド王子 (1969-)
      - イサベラ (2002-)
      - サムエル (2004-)
      -  ベンヤミン (2008-)

## 注記
- ベアトリクスの次男ヨハン＝フリーゾ王子は、2004年に議会の承認を得ずに結婚したことから王位継承順位から削除された。その娘2人にも王位継承権はない。
- イレーネ王女（ベアトリクスの妹）は、カルロス・ウゴとの成婚に際し王位継承順位から削除された。この結婚が議会から承認を得られなかったのは、カルロス・ウゴがカルリスタ王位継承者であり、憲法上の危機を引き起こすおそれがあったためである。
- クリスティーナ王女（ベアトリクスの妹）は結婚に際し王位継承順位から削除された。
- ピーテル・クリスティアン王子、フロリス王子（マルフリート王女の息子）は、2005年の結婚に際し議会の承認を求めず、王位継承順位から削除された。